# Horace-Scope
Horace-Scope — студійний альбом американського джазового піаніста Гораса Сільвера, випущений у 1960 році лейблом Blue Note Records. 

## Опис
Horace-Scope — третій альбом класичного квінтету Гораса Сільвера; починаючи з цієї сесії ударник Луї Гейз був замінений на Роя Брукса. Серед найбільш відомих композицій «Nica's Dream», яка була відома упрожовж декількох років, однак записана Сільвером вперше на LP, а також «Strollin'», яка відкриває сет.  

## Список композицій
1. «Strollin'» (Горас Сільвер) — 4:49
2. «Where You At?» (Горас Сільвер) — 5:37
3. «Without You» (Дон Ньюї) — 4:50
4. «Horace-Scope» (Горас Сільвер) — 4:43
5. «Yeah!» (Горас Сільвер) — 6:28
6. «Me and My Baby» (Горас Сільвер) — 5:58
7. «Nica's Dream» (Горас Сільвер) — 6:48

## Учасники запису
- Горас Сільвер — фортепіано
- Блу Мітчелл — труба
- Джуніор Кук — тенор-саксофон
- Джин Тейлор — контрабас
- Рой Брукс — ударні

Технічний персонал
- Альфред Лайон — продюсер
- Руді Ван Гелдер — інженер
- Пола Донаг'ю — ілюстрація
- Барбара Дж. Гарднер — текст